# Hong Kong Film Award du meilleur film asiatique
Le Hong Kong Film Award du meilleur film asiatique est une récompense cinématographique remise chaque année de la 21e Cérémonie, en 2002 à la 30e Cérémonie, en 2011.

## Liste des Hong Kong Film Award du meilleur film asiatique

### Années 2000
- 2002 : Le Voyage de Chihiro, de Hayao Miyazaki ( Japon)
- 2003 : My Sassy Girl, de Kwak Jae-yong ( Corée du Sud)
- 2004 : The Twilight Samurai, de Yoji Yamada ( Japon)
- 2005 : Old Boy, de Park Chan-wook ( Corée du Sud)
- 2006 : Kekexili, la patrouille sauvage, de Lu Chuan ( Chine)
- 2007 : Riding alone : Pour un fils, de Zhang Yimou ( Chine)
- 2008 : Lust, caution, de Ang Lee
- 2009 : Héros de guerre, de Feng Xiaogang ( Chine)

### Années 2010
- 2010 : Departures de Yōjirō Takita ( Japon)
- 2011 : Confessions  de Tetsuya Nakashima ( Japon)

## Records
- Pays le plus récompensé : Chine, Corée du Sud et Japon sont à égalité avec deux prix remportés.
- Victoires consécutives : 2 pour la Chine (en 2006 et 2007)
- Le Voyage de Chihiro est pour le moment le seul film d'animation à avoir remporté ce prix.